# Farimang Mamadi Singateh
Alhaji Sir Farimang Mamadi Singateh (ur. 1912, zm. 19 maja 1977) – gambijski polityk. Drugi i ostatni gubernator generalny Gambii od 9 lutego 1966 do 24 kwietnia 1970.